# قسم علاء مرودشت الريفي
قسم علاء مرودشت الريفي (بالفارسية: دهستان علامرودشت) هو قسم ريفي إيراني في بلدة علاء مرودشت، مقاطعة لامرد، محافظة فارس، إيران. وحسب إحصاء سنة 2006 كان عدد سكانها 9,934, نسمة.